# Mulanje (Bergmassiv)
Das Mulanje-Massiv in Malawi ist ein Bergmassiv, welches sich 70 km südlich von Blantyre aus den weitflächigen Teeplantagen an den untersten Hängen seines Gebirgsstocks erhebt. Der höchste Punkt des Mulanje-Bergmassivs ist mit 3002 m der Sapitwa. Sein spektakulärster Gipfel ist der Chambe (2556 m), der sich 1500 m aus der ebenen Grassavanne zwischen ihm und dem Shire-Hochland erhebt. Seine etwa 700 bis 800 m hohe, nahezu senkrechte Westwand ist die höchste Felswand ganz Afrikas.
Das Massiv ist wegen seiner Höhe ein Regenfänger. Es können bis zu 1800 mm Niederschläge im Jahr fallen. Es entstand vor 130 Millionen Jahren durch Magmaausfluss. Die Vulkankraterwände des Phalombe und des Chambe sind noch heute gut zu erkennen und wirken spektakulär.

## Wirtschaftliche Nutzung
Auf dem Mulanje-Massiv wird wie auf dem benachbarten Phalombe (2289 m) mit einer mexikanischen Kiefernart intensiver Waldbau betrieben. Seit wenigen Jahren wird versucht, die heimische Widdringtonia whytei intensiver anzubauen, deren Harz fliegenabwehrend, wenn nicht fliegentötend wirkt wie das Öl der Pyrethrum-Chrysantheme Kenias.
In Überlegung ist der Bau von Wasserkraftwerken, da die Flüsse Chapaluka und Ruo ganzjährig beständig Wasser führen und auf kürzester Strecke einen Höhenunterschied von über 1000 m bieten.

## Tourismus
Malawi hat aus politischen Gründen keine Tourismusbranche ausgebaut. Hotels nach westlichem Maßstab gibt es nur in größeren Städten, in den Nationalparks und am Malawisee. Malawi gilt nach wie vor als Ziel von exklusivem Safari-Tourismus kleiner Gruppen und spartanischen Rucksacktouristen. Das Mulanje-Massiv ist wegen seiner Schroffheit, seinen gigantischen Granitwänden und seiner beeindruckenden Höhe beliebtes Tagesziel von Safaritouristen, die Malawi bereisen. Touristen, die oben auf dem Plateau wandern wollen, brauchen nicht nur eine vollständige Ausrüstung, sondern auch ortskundige Führer. In Blantyre und Lilongwe sind hervorragende Karten im Maßstab 1:30.000 erhältlich, die eine sehr gute Orientierung ermöglichen. Das Gelände ist teilweise sehr schwierig, die Höhenunterschiede groß. Ein stabiler Kreislauf ist unerlässlich. Es gibt auf dem Plateau vereinzelte Hütten der Forstverwaltung, aber keine Bewirtung. Doch alpinen Wanderern wird von Montan-, Kiefern-, Nebelwald bis zu hochalpinen Matten, Felsklüften, Gratpfaden alles geboten. Das Gelände kann von riesigem Geröll so zerklüftet sein, dass ein Kilometer Luftlinie gut drei Stunden erfordert. Von Blantyre führt eine Straße über Thyolo durch endlose Teeplantagen und Luchenza zum Bergmassiv, die dann weiter an die Grenze zu Mosambik führt.

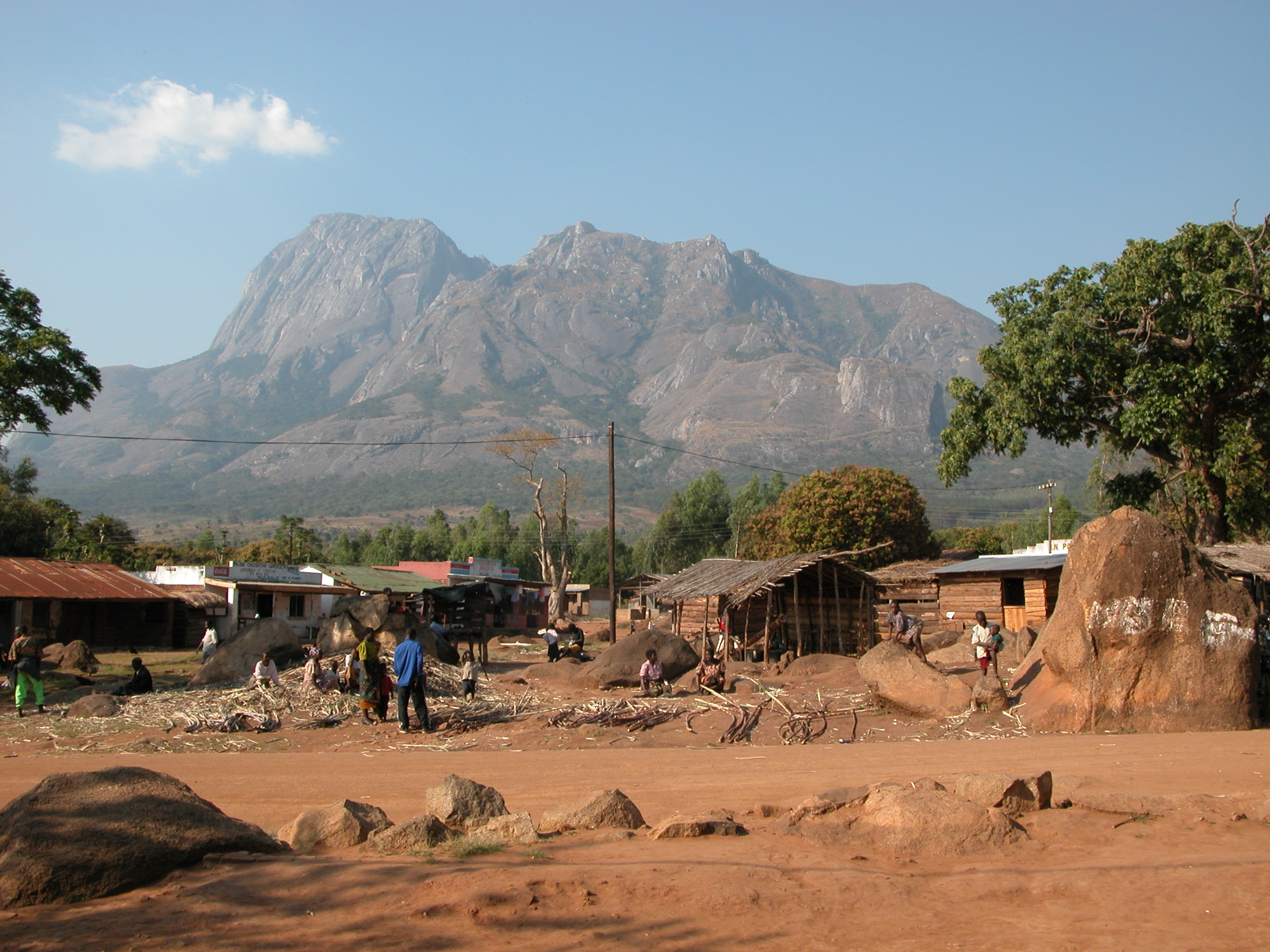
Mulanje-Massiv mit Chambe-Gipfel (links)
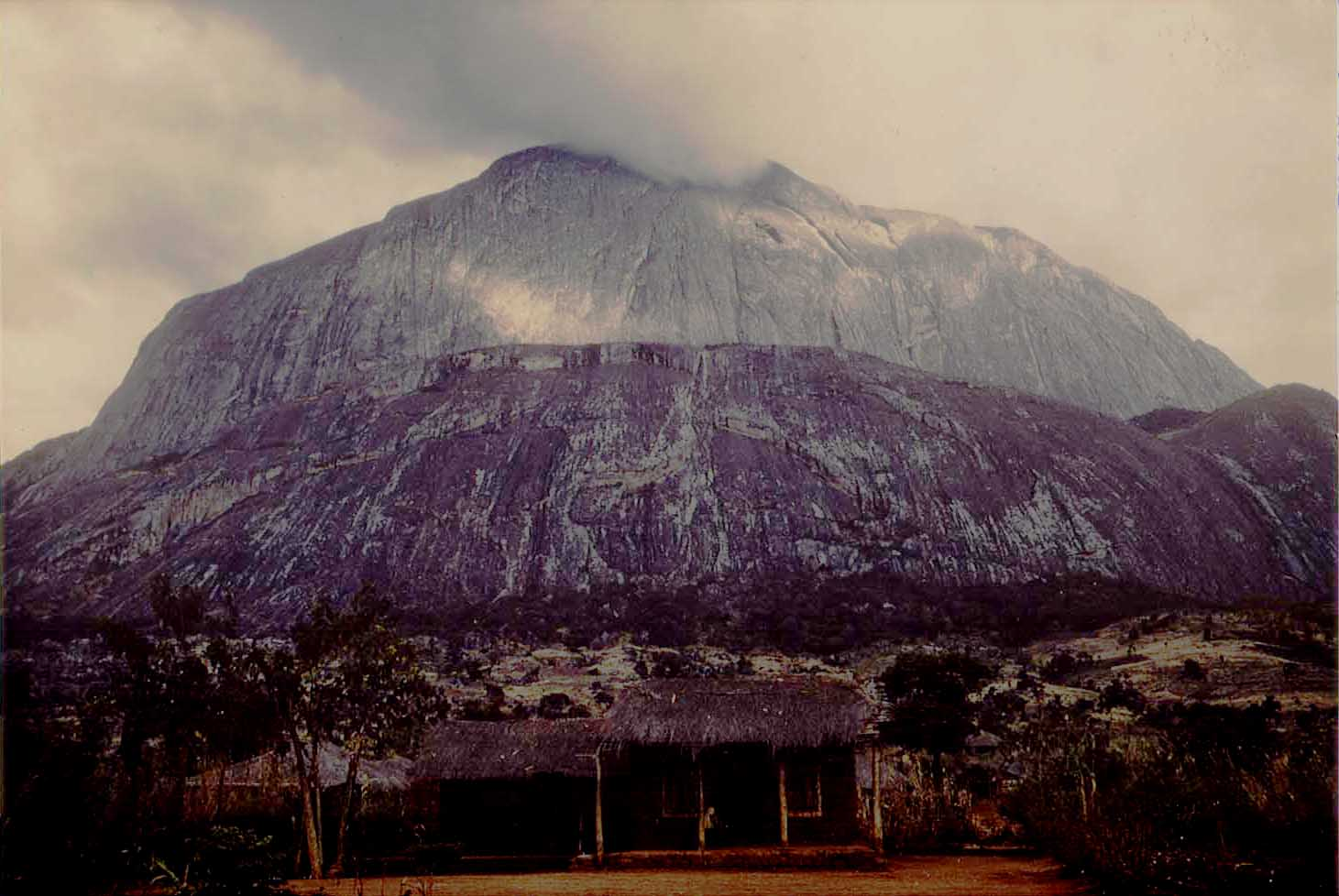
Der Chambe-Gipfel des Mulanje-Massivs
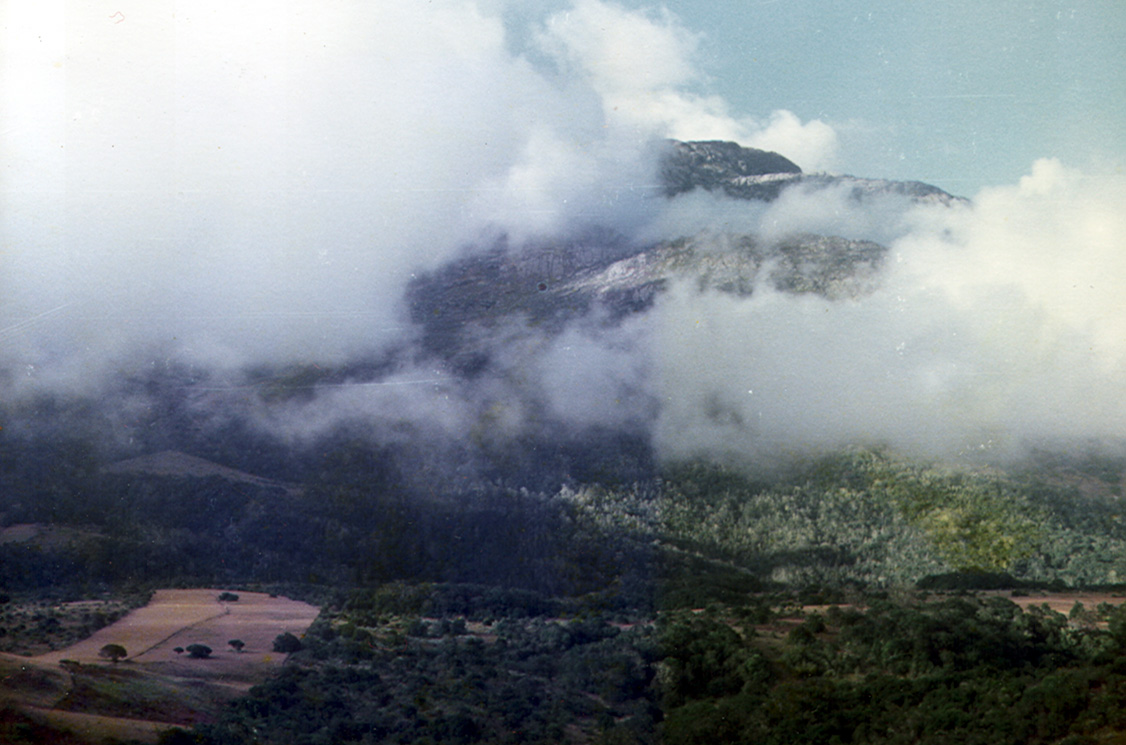
Der Sapitwa-Gipfel des Mulanje-Massivs von der Südwestkante des Lichenya-Plateaus her gesehen (so gut wie nie ohne Wolken zu sehen)
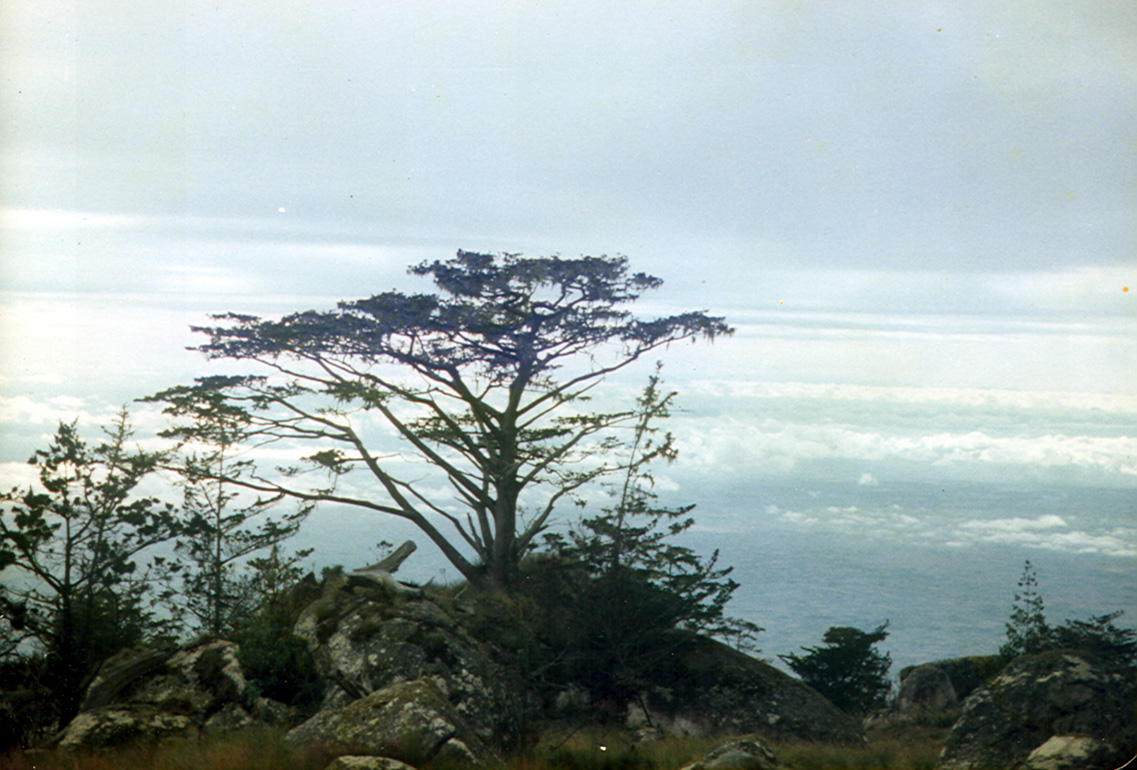
Widdringtonia whytei auf dem Mulanje-Plateau